# Rhipidia nigrorostrata
Rhipidia nigrorostrata là một loài ruồi trong họ Limoniidae. Chúng phân bố ở vùng Tân nhiệt đới.